# Јованова буна
Јованова буна је била неуспешна буна присталица кнеза Милоша Обреновића против уставобранитеља и Турског устава из 1838. године. Трајала је од 23. до 28. маја 1839. године, а угушио ју је Тома Вучић Перишић. 

## Буна
Кнез Милош је покушавао да обори Устав из 1838. године. Први сукоби између кнежевих присталица и опозиције (уставобранитеља) отпочели су већ у време припрема за објаву Устава. Од тада до кнежевог пада они нису престајали. Кнез је покушао да на своју страну, против чиновника, привуче народ. Напуштен од својих најближих сарадника и пријатеља, он се одлучио на последњи корак да би се ослбодио уставобранитеља: да побуни гарнизонску војску и присталице у народу уз помоћ свог брата Јована Обреновића. Овај покушај познат је као Јованова буна. Букнула је 23. маја у сва три гарнизона: крагујевачком, ћупријском и крушевачком. Упоредо са побуном војника, требало је да тече и побуна сељака у централној Шумадији. Она се осетила у рудничком и крагујевачком округу (24 села крагујевачког округа узела су учешћа у буни). Слаба организација разлог је што се буна није проширила на остале округе. Уставобранитељи су усредсредили све снаге за гушење устанка. На састанку кнеза и његових противника код београдског везира, кнезу је отворено речено да стоји иза буне и да може завршити у затвору или чак на губилишту. Кнез је само ћутао. Официри се нису прикључили побуни; учествовали су само војници. Тома Вучић Перишић је био тај који је угушио буну. Побуњеници се предају његовој бројнијој војсци 28. маја. Вучић је војнике свукао до гаћа и тако их распустио кућама, док је предводника капелмајстора Шлезингера уваљао у блато. Тако се Јованова буна завршила без проливене крви. 

## Последице
Милошева абдикација везана је за Јованову буну. Опозиција је дошла на идеју да кнеза преко Скупштине примора на абдикацију, јер није могао да се помири са уставним поретком. Вучић је подстакао народ да се не разилази док се не утврди покретач буне. Вршио је притисак и на Савет који се није одмах сложио са оваквим поступцима. Притиснут Вучићем и народом који га је пратио, Савет је позвао депутате за Народну скупштину. Она је одржана 12. јуна и то је прва Скупштина на којој кнез није присуствовао. На њој су се чули повици да се кнез каменује уколико не поднесе оставку. Кнез је решио да да оставку јер се налазио у безизлазној ситуацији. Акт којим је препустио власт своме старијем сину Милану објављен је у Новинама србским на дан његовог напуштања земље. 